# 500년대
500년대는 500년부터 509년까지를 가리킨다.